# Carisey
Carisey est une commune française située dans le département de l'Yonne en région Bourgogne-Franche-Comté.

## Géographie

### Climat
Pour des articles plus généraux, voir Climat de la Bourgogne-Franche-Comté et Climat de l'Yonne.
En 2010, le climat de la commune est de type climat océanique dégradé des plaines du Centre et du Nord, selon une étude du Centre national de la recherche scientifique s'appuyant sur une série de données couvrant la période 1971-2000. En 2020, Météo-France publie une typologie des climats de la France métropolitaine dans laquelle la commune est exposée à un climat océanique altéré et est dans la région climatique  Lorraine, plateau de Langres, Morvan, caractérisée par un hiver rude (1,5 °C), des vents modérés et des brouillards fréquents en automne et hiver. 
Pour la période 1971-2000, la température annuelle moyenne est de 10,8 °C, avec une amplitude thermique annuelle de 15,6 °C. Le cumul annuel moyen de précipitations est de 734 mm, avec 12,3 jours de précipitations en janvier et 7,9 jours en juillet. Pour la période 1991-2020, la température moyenne annuelle observée sur la station météorologique de Météo-France la plus proche, « Ligny-le-Châtel », sur la commune de Ligny-le-Châtel à 7 km à vol d'oiseau, est de 11,5 °C et le cumul annuel moyen de précipitations est de 772,9 mm. 
La température maximale relevée sur cette station est de 40,7 °C, atteinte le 7 août 2003 ; la température minimale est de −22 °C, atteinte le 16 janvier 1985,,. 
Les paramètres climatiques de la commune ont été estimés pour le milieu du siècle (2041-2070) selon différents scénarios d'émission de gaz à effet de serre à partir des nouvelles projections climatiques de référence DRIAS-2020. Ils sont consultables sur un site dédié publié par Météo-France en novembre 2022.

## Urbanisme

### Typologie
Au 1er janvier 2024, Carisey est catégorisée commune rurale à habitat dispersé, selon la nouvelle grille communale de densité à sept niveaux définie par l'Insee en 2022.
Elle est située hors unité urbaine et hors attraction des villes,.

### Occupation des sols
L'occupation des sols de la commune, telle qu'elle ressort de la base de données européenne d’occupation biophysique des sols Corine Land Cover (CLC), est marquée par l'importance des territoires agricoles (82,9 % en 2018), en diminution par rapport à 1990 (86,4 %). La répartition détaillée en 2018 est la suivante : 
terres arables (51,9 %), prairies (31 %), forêts (13,6 %), zones urbanisées (3,5 %). L'évolution de l’occupation des sols de la commune et de ses infrastructures peut être observée sur les différentes représentations cartographiques du territoire : la carte de Cassini (XVIIIe siècle), la carte d'état-major (1820-1866) et les cartes ou photos aériennes de l'IGN pour la période actuelle (1950 à aujourd'hui).

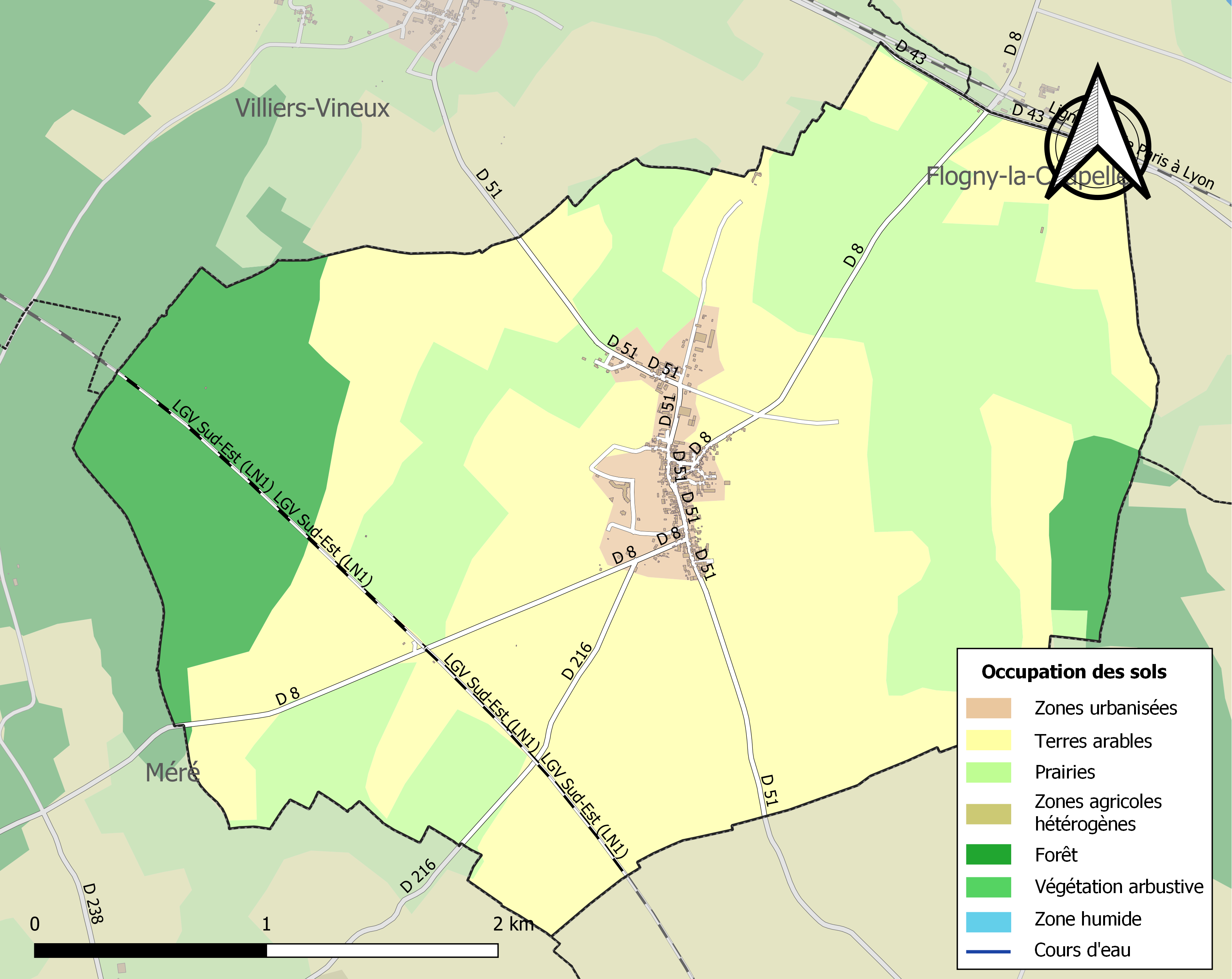
Carte des infrastructures et de l'occupation des sols de la commune en 2018 (CLC).

## Histoire
Carisey faisait partie de la prévôté de Flogny-la-Chapelle, du bailliage de Sens, de l'élection de Tonnerre, de la généralité de Paris et de la province de Champagne.

## Politique et administration
| Période | Période   | Identité             | Étiquette | Qualité              |
| ------- | --------- | -------------------- | --------- | -------------------- |
|         | mars 1995 | Kerne Gilbert        |           |                      |
| 1995    | 2008      | Marie-Laure Capitain | DVD       | Conseillère générale |
| 2008    | en cours  | Raymond Depuydt      |           |                      |

## Démographie
L'évolution du nombre d'habitants est connue à travers les recensements de la population effectués dans la commune depuis 1793. Pour les communes de moins de 10 000 habitants, une enquête de recensement portant sur toute la population est réalisée tous les cinq ans, les populations de référence des années intermédiaires étant quant à elles estimées par interpolation ou extrapolation. Pour la commune, le premier recensement exhaustif entrant dans le cadre du nouveau dispositif a été réalisé en 2005.

En 2022, la commune comptait 375 habitants, en évolution de +4,17 % par rapport à 2016 (Yonne : −1,95 %, France hors Mayotte : +2,11 %).
| 1793 | 1800 | 1806 | 1821 | 1831 | 1836 | 1841 | 1846 | 1851 |
| ---- | ---- | ---- | ---- | ---- | ---- | ---- | ---- | ---- |
| 545  | 443  | 491  | 495  | 473  | 502  | 484  | 486  | 486  |

| 1856 | 1861 | 1866 | 1872 | 1876 | 1881 | 1886 | 1891 | 1896 |
| ---- | ---- | ---- | ---- | ---- | ---- | ---- | ---- | ---- |
| 465  | 435  | 443  | 437  | 423  | 411  | 435  | 406  | 382  |

| 1901 | 1906 | 1911 | 1921 | 1926 | 1931 | 1936 | 1946 | 1954 |
| ---- | ---- | ---- | ---- | ---- | ---- | ---- | ---- | ---- |
| 357  | 357  | 327  | 297  | 303  | 277  | 263  | 264  | 278  |

| 1962 | 1968 | 1975 | 1982 | 1990 | 1999 | 2005 | 2006 | 2010 |
| ---- | ---- | ---- | ---- | ---- | ---- | ---- | ---- | ---- |
| 288  | 271  | 273  | 227  | 243  | 317  | 374  | 373  | 372  |

| 2015 | 2020 | 2022 | - | - | - | - | - | - |
| ---- | ---- | ---- | - | - | - | - | - | - |
| 365  | 362  | 375  | - | - | - | - | - | - |

## Culture locale et patrimoine

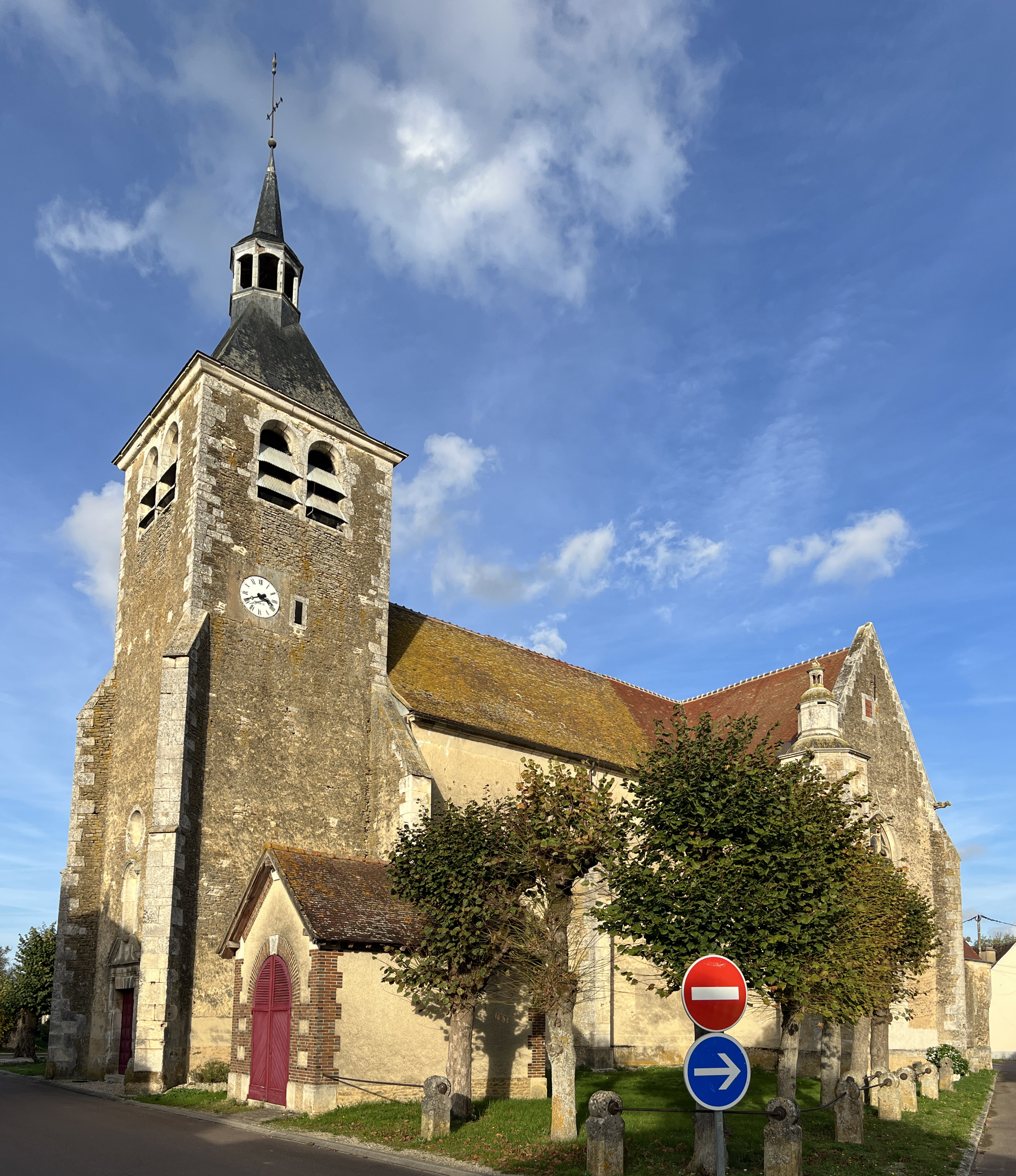
L'église.

### Lieux et monuments
- Église Notre-Dame-et-Saint-Vincent, XVIe siècle.
- Lavoir-abreuvoir.
- Les Marches

### Personnalités liées à la commune
- Louis-Victor Baillot[18], dernier survivant de la bataille de Waterloo, né à Percey le 9 avril 1793 et mort à Carisey le 3 février 1898. La tombe de Victor Baillot se trouve toujours au cimetière. Sur la dalle on peut lire : « Le dernier de Waterloo Victor Baillot médaillé de Sainte-Hélène Chevalier de la Légion d'honneur mort à 105 ans ». L'Imprimerie des Annales politiques et littéraires, à l'occasion de l'entrée dans le XXe siècle, a publié le Livre d'or des gloires françaises au XIXe siècle dans lequel est reproduite, en dernière page, une gravure d'après un tableau de Grolleron, représentant Victor Baillot, le dernier de Waterloo, né d'après leur source à Carisey (dates de naissance et de mort conformes aux informations données ci-dessus).

- Eugène Protot (1839-1921), célèbre avocat pendant la Commune de Paris, ministre de la Justice né à Carisey, il repose dans le village de Carisey, dans un caveau sur le bord d'un petit chemin.

### Héraldique
| Blason de Carisey | Blason  | D'azur à la tierce ondée d'argent accompagnée en chef d'un casque romain accosté de deux gerbes de blé, et en pointe d'une grappe de raisin tigée et feuillée, le tout d'or. |
| Blason de Carisey | Détails | La tierce ondée est pour le Cléon, qui arrose la commune, le casque évoque la voie romaine qui traverse la commune. Enfin, le blé est pour l'activité agricole et la grappe de raisin est pour saint Vincent, patron de la paroisse, mais rappelle également la viticulture, pratiquée autrefois sur le territoire de la commune. Adopté le 7 mars 2022. |

## Pour approfondir